# Ladrón en la ley
«Ladrón en la ley» es una expresión vinculada con personas involucradas en el crimen organizado que son de origen ruso/soviético. Se trata de un calco del ruso «вор в законе» (vor v zakone; plural: vory ...), aunque es frecuente el uso del término ruso sin traducir, o de la forma abreviada vor.
El estado de una persona como un vor v zakone no depende solo de ser un criminal, sino de cumplir los requisitos de un código del hampa ruso. En aquel sentido (si bien no en todos) el vor v zakone de la mafia rusa es similar a un miembro de la Cosa Nostra italiana.

## Origen del término
Rusia, siendo un país con fronteras y páramos inmensos, siempre ha tenido bandas de salteadores y ladrones que vivieron en zonas sin explotar de la nación. Como un síntoma de la revolución rusa de 1917, bandas de criminales prosperaron como nunca antes, y se convirtieron en una fuerza por derecho propio. Aquella realidad era conocida como el «vorovskói mir» (del ruso: воровской мир), que significa el ‘mundo de ladrones’.
El estado caótico de la Rusia revolucionaria acabó al principio de los años 1920 cuando la Unión Soviética consiguió organizar un estado de derecho en la mayoría del antiguo Imperio ruso. La policía secreta de aquel tiempo, la Checa, veía en los vory una amenaza a la continuidad del poder en las manos del régimen bolchevique. En los años siguientes la Checa y sus sucesores, como NKVD y OGPU, entregaron los vory a campamentos especiales bien conocidos como el Gulag. En aquel ambiente concentrado, donde tantos criminales vivieron en condiciones infrahumanas, el concepto de un vor v zakone había nacido.
Los vory se esforzaron por alcanzar una sociedad de apoyo mutuo en los campamentos, que los informantes del KGB o sus antecedentes no pudieron penetrar. Ellos creían en la responsabilidad colectiva, y prometieron seguir un código legal de la vida criminal, como rechazar el ejercicio del trabajo legal y actividades políticas. Un ejemplo muy común de cómo tenían que comportarse fue su rechazo a hacer tareas en las prisiones. Aquella ley decía: «No harás tu propia cárcel». Para hacer cumplir las leyes, los vory formaron tribunales para mantener el código de honor.

### Resurgir de los vory
Durante la existencia de la URSS, los vory tuvieron un rol algo menor en la sociedad, porque debieron eludir la fuerte persecución del gobierno soviético. Solo con la caída gradual de la Unión Soviética en los años 1986-91 empezaron a ganar un estatus similar a los tiempos de la revolución. Con el fin de la economía planificada en la URSS, los países exsoviéticos pasaron cambios rumbo a la privatización de los bienes e industrias estatales. Por otro lado, la infraestructura legal, incluyendo las policías civiles y secretas, se desmoronó debido a la falta de capital estatal y el paso a una sociedad más liberal en que los poderes del estado sobre el individuo fueron más limitados. Para mantener la ventaja en la competencia comercial, muchos empresarios rusos aprovecharon a los vory para acaparar los bienes de muchos sectores económicos en la nueva Rusia. La falta de un sistema legal en la nueva economía rusa llevó a la violación de la misma en los años 1990 y la crisis financiera rusa de 1998. Los vory v zakone, si bien ellos mismos no se contaron entre los empresarios llamados oligarcas, ayudaron en el proceso de hacer del comercio ruso un foro plagado por amenazas y terror.

## Código del hampa
Los vory se gobiernan por leyes propias:
- Cumplen con las promesas dadas a otros ladrones.
- No sirven en el ejército ni aceptan armas del gobierno o de la autoridad de la prisión (bastón de policía). De nuevo, esta regla es tradicional y rara vez se aplica hoy, de hecho, los vory controla el mercado negro que descarga antiguas armas soviéticas.
- No tienen nada que ver con las autoridades (particularmente con la UIT, la Autoridad Laboral Correccional), no participan en actividades públicas ni se unen a ninguna organización comunitaria. (Esta regla vino durante la era soviética y rara vez se aplica ahora).
- No perder sus habilidades de razonamiento cuando está borracho.
- Tener, si es posible, informantes en la base de los ladrones.
- Enseñar el modo de vida criminal a los jóvenes con potencial.
- No se resista a llevar a cabo la decisión de castigar al ladrón ofensor que se encuentra culpable, con un castigo determinado por el consejo de ladrones.
- Castigar a cualquier ladrón ofensor según lo decidido por el juicio del consejo de ladrones.
- Si es necesario, participe de tales consultas si así lo solicita.
- Exija una investigación y un juicio por un consejo de ladrones para resolver disputas en caso de conflicto entre uno mismo y otros ladrones, o entre ladrones.
- En situaciones inevitables (si un ladrón está bajo investigación o es arrestado) para culparse por el crimen de otra persona; esto le compra a la otra persona tiempo para escapar y permanecer libre.
- Mantenga información secreta sobre el paradero de los cómplices (por ejemplo, guaridas, distritos, escondites, apartamentos seguros).
- Gobernar y arbitrar el mundo delictivo y proteger las necesidades básicas de los delincuentes y prisioneros de acuerdo con las extensiones y prioridades establecidas por la comuna de ladrones (típicamente en una prisión / prisión determinada o región cuando no están encarcelados).
- Ayudar a otros ladrones: tanto por apoyo material, utilizando la comuna de ladrones.
- Nunca, bajo ninguna circunstancia, tenga un trabajo legítimo o propiedad significativa, sin importar cuánta dificultad le ocasione; vive solo con dinero obtenido a través del juego o el robo (la palabra "robo", como se usa aquí, describe cualquier actividad delictiva considerada "legítima" por el Vory) y confía en los delincuentes de nivel inferior para obtener alojamiento. Por ejemplo, dañar o molestar a los niños está muy mal visto y puede poner en peligro el estado de un Vor y podría provocar una represalia más brutal por parte de los camaradas que de la policía. Un 'ladrón' es una posición de liderazgo, por lo que la participación directa en el contrabando de armas y el tráfico de drogas es incompatible con su alto estatus, ya que esos delitos son una forma de comercio. Sin embargo, recibir un tributo de contrabandistas y traficantes de drogas o robarlos y extorsionarlos es una actividad legítima para un "ladrón de leyes". (Los ladrones tradicionales aplican esto pero los Vor modernos tienden a estar en posiciones más poderosas y esta regla ahora, es muy poco común.)
- No tiene una familia propia: sin matrimonio, sin hijos, sin embargo, esto no le impide tener un número ilimitado de mujeres. Esto está desactualizado, en la sociedad moderna: ahora tienen esposas e hijos y muchas veces familia.
- Abandona a sus parientes: padre, madre, hermanos, hermanas.
- Tener un buen dominio de la jerga de los ladrones: Fenya, un idioma distinto hablado por criminales delirantes en Rusia y entendido por pocos forasteros.

## Tatuajes
Para expresar pertenencia al mundo de los ladrones se tatuaban grandes partes de su piel, una costumbre similar a la del hampa en otros países como Japón (véase Yakuza) y México. Las tatuajes de un vor fueron indicaciones de su posición en la sociedad. Un ejemplo de un tatuaje despectivo es el palo de corazones en los naipes que significa un prisionero explotado en la cárcel por los otros para el sexo.